# Em Bryant
Emmette « Em » Bryant, né le 4 novembre 1938 à Chicago, dans l'Illinois, est un ancien joueur américain de basket-ball. Il évoluait au poste de meneur.

## Palmarès
- Champion NBA en 1969 avec les Celtics de Boston